# Liste de psychothérapies
Cette liste a pour objet de recenser les psychothérapies existantes. Ne peuvent figurer dans cette liste que les thérapies présentant une notoriété suffisante, c'est-à-dire connues a un niveau au moins national, voire international. Ce référencement est un état des lieux encyclopédique et ne peut être utilisé pour faire la promotion d'une nouvelle thérapie quelle qu’elle soit. Ne peuvent figurer non plus des techniques psychothérapeutiques isolées (ex : transfert) qui ne constituent pas des systèmes psychothérapeutiques à part entière.
En France, certaines de ces thérapies sont listées par la Mission interministérielle de vigilance et de lutte contre les dérives sectaires (Miviludes) parmi les thérapies à risque d'abus de faiblesse ou de dérive sectaire dans son Guide santé et dérives sectaires. Leur recensement ici n'est pas gage de leur efficacité ni de leur innocuité. 
Cette liste concerne les thérapies qui proposent de traiter les maladies ou dysfonctionnements mentaux. Pour les thérapies qui sont plus spécifiquement à visée corporelle, voir Liste des médecines non conventionnelles.
- Haut – A
- B
- C
- D
- E
- F
- G
- H
- I
- J
- K
- L
- M
- N
- O
- P
- Q
- R
- S
- T
- U
- V
- W
- X
- Y
- Z

## A
- Analyse bioénergétique : psychothérapie basée sur le lien entre typologie caractérielle et manifestations corporelles.
- Analyse fonctionnelle
- Analyse Intégrative Rêve Eveillé
- Analyse psychologique
- Analyse psycho-organique
- Analyse reichienne
- Analyse transactionnelle
- Approche centrée sur la personne : est une méthode créée par le psychologue Carl Rogers qui consiste à centrer la thérapie non pas sur le problème du patient, mais sur l’individu lui-même, considéré comme une personne capable de prendre sa vie en mains en mobilisant ses ressources intérieures à partir de ses expériences subjectives.
- Approche humaniste
- Approche narrative
- Art-thérapie : pratiquer des activités artistiques pour soulager certains troubles psychiques.
  - Vocale (Thérapie) : ensemble de techniques à médiation artistique qui consiste à chanter afin de soulager la douleur psychologique et physiologique.
- Autohypnose : pratique qui vise à atteindre soi-même un état mental de moindre vigilance permettant d'entrer en contact avec son subconscient.

## B
- Bibliothérapie : Thérapie consistant à travailler à la résolution de problèmes personnels par l’intermédiaire d’une lecture dirigée de textes ou de livres.
- Biofeedback

## C
- Cathartique (méthode)
- Clean Language : technique d'entretien clinique qui consiste à poser des questions suffisamment neutres pour que les représentations du patient ne soient pas affectées par celles du thérapeute, tout en travaillant sur les métaphores propres au patient.
- Co-écoute : pratique de changement personnel basé sur l'écoute réciproque et l'attention aux émotions.
- Comportementale dialectique (Thérapie)
- Communication facilitée
- Constellation familiale
- conversion (thérapie de): ensemble de traitements controversés utilisés dans le but de changer l'orientation sexuelle d'une personne pour la "convertir" à l'hétérosexualité.
- Coué (Méthode) : forme d'autosuggestion basée sur la persuasion par la répétition d'idées positives.
- Cure psychanalytique
- Cynothérapie

## D
- Danse-thérapie: La thérapie par la danse vise à améliorer le rapport harmonieux au corps ainsi que l’intégration sociale.
- Daseinsanalyse
- Delphinothérapie
- Dramathérapie: utilisation de techniques théâtrales dans le but de faciliter les complexes de la personnalité et de travailler la santé mentale.

## E
- Émotions (thérapie centrée sur les): une approche de psychothérapie selon laquelle les problèmes de l'individu sont le résultat de dysfonctionnements liés à une régulation émotionnelle inadaptée.
- Emotional Freedom Technique : L’EFT est une pratique psychocorporelle visant à libérer des blocages émotionnels en stimulant avec le bout des doigts certains points d'acupuncture.
- Ennéagramme : méthode de développement personnel basée sur une typologie décrivant neuf types de personnalités et leurs stratégies psychologiques associées : motivations, évitements...
- Entretien motivationnel
- Équithérapie : méthode utilisant le cheval comme partenaire thérapeutique (voir aussi Zoothérapie)
- Erhard Seminars Training : séminaires visant à développer la prise de conscience que les situations que l'on a essayé de changer ou que l'on a endurées s'éclaircissent au cours du processus de vie lui-même.
- Existentielle (Psychothérapie)

## F
- Focusing

## G
- Gestalt-thérapie: thérapie qui vise à amener la personne à prendre conscience de ses sensations, émotions et comportements dans l’instant présent, puis à favoriser leur expression —y compris par le corps et la voix— afin de résoudre les blocages qui peuvent y être associés.

## H
- Haptonomie
- Hoʻoponopono : technique centrée sur le repentir et la réconciliation originaire d'Hawaï.
- Hippothérapie : Activités qui utilise les équidés comment partenaire thérapeutique.
- Hypnose
- Hypnose européenne
- Hypnose ericksonienne
- Hypnothérapie

## I
- Identité sexuelle
- Intégration du cycle de la vie
- Intégration neuro-émotionnelle par les mouvements oculaires (aussi connu sous son acronyme anglais « EMDR » : thérapie par stimulation visuelle)
- Intégration posturale : thérapie psycho-corporelle qui vise à défaire à la fois les tensions et désordres physiques et émotionnels

## J
- Journal créatif

## L
- Logothérapie

## M
- Maïeusthésie
- Méthode Coué
- Méthode Nordoff-Robbins: c'est une musicothérapie à destination des enfants souffrant de troubles psychologiques.
- Musicothérapie

## P
- Programmation neuro-linguistique : ensemble de techniques destinées à améliorer la communication entre individus et à s'améliorer personnellement.
- Psychanalyse : La psychanalyse consiste en l’élucidation de certains actes, pensées ou symptômes en termes psychiques à partir du postulat de l'existence du déterminisme psychique.
- Psychologique (Analyse)
- Psycho-corporelle (Pratique) : méthodes impliquant un travail corporel à visée psychothérapeutique
- Psychologie analytique
- Psychologie positive
- Psychothérapie psychodynamique intensive et brève
- Psychodrame
- Psychodrame analytique individuel
- Psychodrame analytique de groupe
- Psychogénéalogie : méthode consistant à rechercher les événements, traumatismes, secrets, conflits vécus par les ascendants d'un sujet et qui conditionneraient ses troubles psychologiques, ses maladies, et ses comportements.
- Psychologie biodynamique : approche créée par Gerda Boyesen (en)
- Psychologie dynamique
- Psychologie transpersonnelle
- Psychosynthèse : approche de type holistique élaborée par l'italien Roberto Assagioli qui cherche à approcher le sujet dans sa globalité.
- Psychothérapie cognitivo-comportementale
- Psychothérapie corporelle
- Psychothérapie existentielle
- Psychothérapie intégrative
- Psychothérapie psychanalytique
- Psychothérapie de soutien

## R
- Relation d'aide
- Respiration holotropique
- Rêve éveillé dirigé
- Rebirth : Technique utilisant la respiration dans le but de libérer les mémoires traumatisantes notamment celle de la naissance.

## S
- Sophro-analyse
- Sophrologie : technique apparentée à la relaxation et à l’hypnose.

## T
- Thérapie d'acceptation et d'engagement : Le but de cette thérapie n'est pas l'évitement des situations et des émotions difficiles mais plutôt le développement d'une flexibilité psychologique qui permet de les accueillir et de considérer afin de modérer leurs effets.
- Thérapie par aversion : traitement qui consiste à exposer le patient à un stimulus d'un comportement qu'on veut bannir immédiatement associé à une expérience désagréable. Ce conditionnement a pour but de faire d'associer un certain comportement avec des sensations déplaisantes afin d'automatiser son rejet.
- Thérapie brève
- Thérapie brève centrée sur la solution
- Thérapie comportementale dialectique
- Thérapie familiale
- Thérapie de groupe
- Thérapie de Morita
- Thérapie focalisée sur la compassion: utiliser l'entrainement de l'esprit à la compassion pour permettre la transformation des problématiques.
- Thérapie primale
- Thérapie rationnelle-émotive
- Thérapie de la réalité
- Thérapies systémiques familiales
- Training autogène : technique de relaxation thérapeutique visant un apaisement du stress et de l'anxiété.
- Tipi : technique d’identification et de régulation sensorielle des émotions.

## V
- Méthode Vittoz : psychothérapie alternative visant à rétablir le "contrôle cérébral" notamment grâce à des ondes qui animeraient le cerveau.

## Y
- Yoga du rire

## Z
- Zoothérapie : thérapie visant à avoir recours à un animal domestique ou de compagnie généralement dans le but de réduire le stress ou d'améliorer la sociabilité et les capacités à communiquer (voir aussi équithérapie)